# 拉克特里奇 (阿肯色州)
拉克特里奇（英語：Racket Ridge）是位於美國阿肯色州范布倫縣的一個鬼鎮。

## 地理
拉克特里奇所處的海拔為高於海平面406米（即1332英呎），而該地所採用的時區為UTC-6，即北美中部時區（CST）。同時該地設有夏令時間，為UTC-6調快一小時，即UTC-5（CDT）。